# Serge Lentz
Pour les articles homonymes, voir Lentz.
Serge Lentz, né le 15 janvier 1934 à Paris et mort le 22 décembre 2021 à Bruxelles, est un écrivain et journaliste français d'origine russe.

## Biographie
Serge Lenczycki de son vrai nom, naît le 15 janvier 1934 à Paris. Il vit néanmoins plusieurs années en Provence, et notamment à La Garde-Freinet (Var) où il possédait une villa, qui le feront se sentir davantage provençal que parisien. Diplômé de l'Institut des Sciences Politiques (Paris)[Information douteuse] et de l'Université de Cambridge (Trinity Hall).
Il fut lauréat du prix des libraires en 1982 pour Les Années-sandwiches et du prix Interallié en 1985 pour Vladimir Roubaïev. Son dernier ouvrage paru est La Stratégie du Bouffon couronné « meilleur roman de l'année » par le magazine Lire.
Il est membre permanent du jury du Prix Interallié. Il est également le traducteur des premiers romans de Jim Harrison : Légendes d'automne et Sorcier.
En qualité de grand reporter, il a couvert les guerres du Congo, d'Algérie, du Viet Nam, d'Israël, du Biafra, de l'Irak, etc. En 1963, il a été le premier journaliste occidental à voyager en Chine de manière plus ou moins clandestine pour le compte du Washington Post. Il est l'auteur de grandes séries de reportage pour Paris Match sur la zone du Pacifique, la Chine et sur les pôles Nord et Sud qu'il a explorés durant plusieurs mois (Grand Prix de la fondation Mumm pour la presse écrite en 1988).
Il a produit, écrit et souvent réalisé plusieurs séries documentaires pour les télévisions française et britannique. Il a écrit le scénario d'un docu-drame consacré à Staline, mis en scène par Pierre Boutron (réalisateur des Années sandwiches et de La Stratégie du Bouffon) et diffusé par France 2.

### Mort
Il meurt le 22 décembre 2021 à Bruxelles, à l'âge de 87 ans. Ses obsèques ont lieu le 30 décembre au cimetière parisien de Bagneux.

## Extrait deVladimir Roubaïev
« Slouvak se mit à pleurer et à gueuler avec tant de force que, lasse de ce vacarme, sa fille aînée qui ne passait pas pour être très patiente, le fit taire en lui fourrant une chaussette dans la bouche. Mais le pauvre Slouvak avait le nez bouché et cette chaussette l'étouffait. Il s'en fallut de peu pour que ce déboire supplémentaire ne l'envoie au cimetière. C'est en voyant le visage de son mari devenir violet que sa femme le sauva en lui rendant la respiration. Mais prise par l'affolement, elle retira la chaussette avec tant de vivacité qu'elle emporta deux dents déjà branlantes hors de la mâchoire de son époux ».